# Pulitzer-Preis/Musik

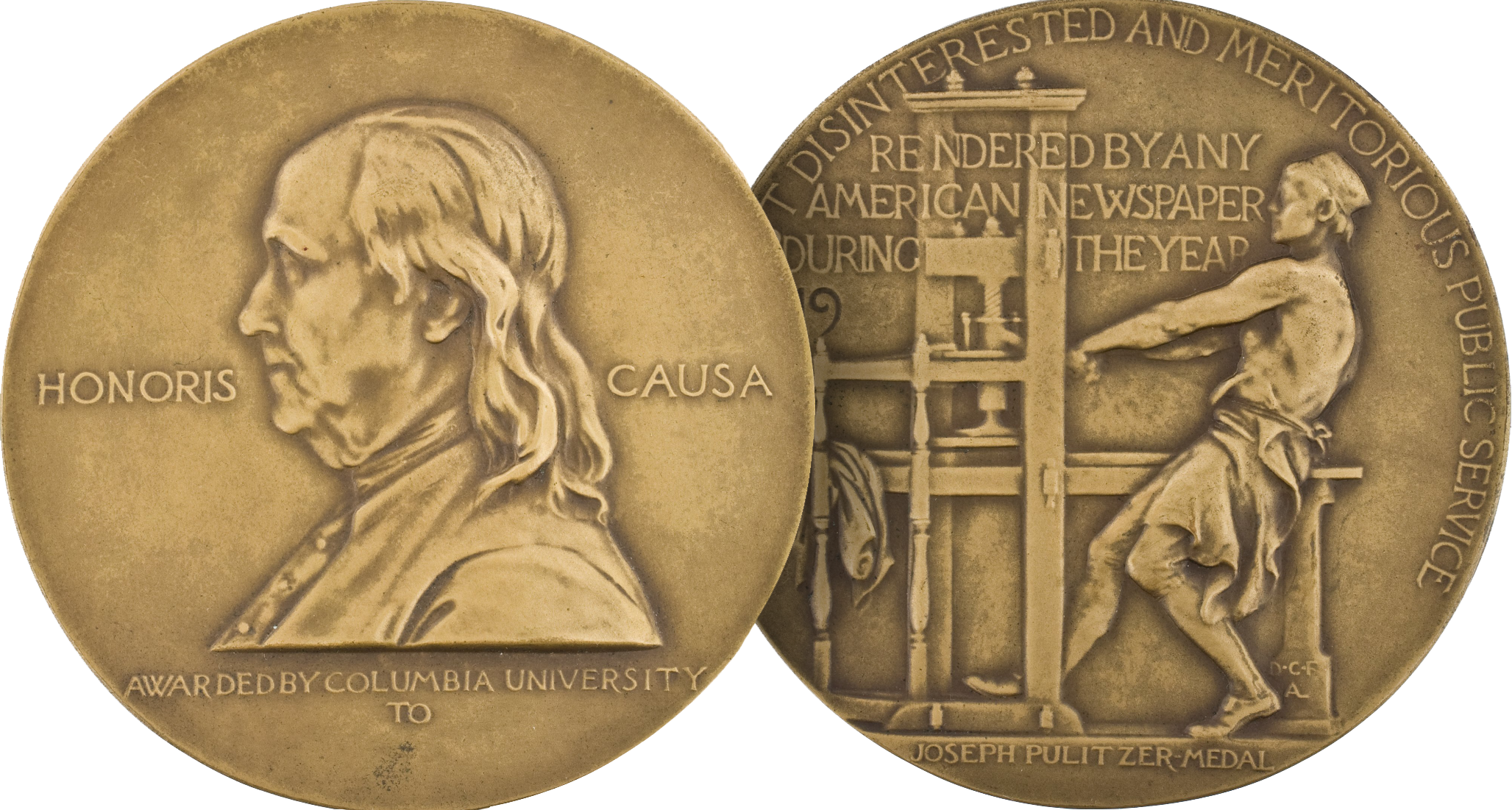
Medaille des Pulitzer-Preises

Der Pulitzer-Preis für Musik wurde 1943 das erste Mal vergeben. Joseph Pulitzer hatte ursprünglich keinen solchen Preis vorgesehen, aber es wurden Stipendien für hervorragende musikalische Leistungen und Kompositionen vergeben. Die Stipendien wurden dann zu einem eigenständigen Preis umgewandelt, „für bemerkenswerte musikalische Kompositionen von besonderem Rang, durch einen Amerikaner, die ihre Premiere in den Vereinigten Staaten während des Jahres hatte.“
Dadurch, dass die Aufführung der Weltpremiere während des Jahres in den USA stattfinden musste, um den Preis zu gewinnen, gewannen oftmals Werke, von denen es noch keine Aufnahmen gab. Deswegen wurde die Bezeichnung 2004 wie folgt geändert: „Für eine bemerkenswerte musikalische Aufführung durch einen Amerikaner, die ihre Premiere oder Aufnahme in den Vereinigten Staaten während des Jahres hatte.“

## Besonderheiten
1965 wurde der Jazz-Komponist Duke Ellington von der Jury ausgewählt. Das offizielle Komitee verweigerte jedoch die Preisvergabe und setzte den Preis aus. Ellington (zu diesem Zeitpunkt 67 Jahre alt) kommentierte dies mit den Worten: „Das Schicksal ist freundlich zu mir. Es will nicht, dass ich zu jung berühmt werde.“ Ellington wurde 1999 posthum der Special Award verliehen.
1953, 1964 und 1981 gab es ebenfalls keine Preisträger.

## Preisträger

### 1943–1949
- 1943: William Schuman, Secular Cantata No. 2. A Free Song
- 1944: Howard Hanson, Symphony No. 4. Opus 34
- 1945: Aaron Copland, Appalachian Spring
- 1946: Leo Sowerby, The Canticle of the Sun
- 1947: Charles Ives, Symphony No. 3
- 1948: Walter Piston, Symphony No. 3
- 1949: Virgil Thomson, Musik für den Film Louisiana Story

### 1950–1959
- 1950: Gian Carlo Menotti, Musik für die Oper The Consul
- 1951: Douglas Stuart Moore, Musik in "Giants in the Earth"
- 1952: Gail Kubik, Symphony Concertante
- 1953: nicht vergeben
- 1954: Quincy Porter, Concerto for Two Pianos and Orchestra
- 1955: Gian Carlo Menotti, The Saint of Bleecker Street, Oper
- 1956: Ernst Toch, Symphony No. 3
- 1957: Norman Dello Joio, Meditations on Ecclesiastes
- 1958: Samuel Barber, Vanessa
- 1959: John La Montaine, Concerto for Piano and Orchestra

### 1960–1969
- 1960: Elliott Carter, Second String Quartet
- 1961: Walter Piston, Symphony No. 7
- 1962: Robert Ward, The Crucible
- 1963: Samuel Barber, Piano Concerto No. 1
- 1964: nicht vergeben
- 1965: nicht vergeben
- 1966: Leslie Bassett, Variations for Orchestra
- 1967: Leon Kirchner, Quartet No. 3
- 1968: George Crumb, Echoes of Time and the River
- 1969: Karel Husa, String Quartet No. 3

### 1970–1979
- 1970: Charles Wuorinen, Time’s Encomium
- 1971: Mario Davidovsky, Synchronisms No. 6 for Piano and Electric Sound
- 1972: Jacob Druckman, Windows
- 1973: Elliott Carter, String quartet No. 3
- 1974: Donald Martino, Notturno
- 1975: Dominick Argento, From the Diary of Virginia Woolf
- 1976: Ned Rorem, Air Music
- 1977: Richard Wernick, Visions of Terror and Wonder
- 1978: Michael Colgrass, Deja Vu for Percussion, Quartet and Orchestra
- 1979: Joseph Schwantner, Aftertones of Infinity

### 1980–1989
- 1980: David Del Tredici, In Memory of a Summer Day
- 1981: nicht vergeben
- 1982: Roger Sessions, Concerto for Orchestra
- 1983: Ellen Taaffe Zwilich, Symphony No. 1 (Three Movements for Orchestra)
- 1984: Bernard Rands, "Canti del Sole" for Tenor and Orchestra
- 1985: Stephen Albert, Symphony RiverRun
- 1986: George Perle, Wind Quintet No. 4
- 1987: John Harbison, The Flight into Egypt
- 1988: William Bolcom, 12 New Etudes for Piano
- 1989: Roger Reynolds, Whispers Out of Time

### 1990–1999
- 1990: Mel Powell, Duplicates: A Concerto for Two Pianos and Orchestra
- 1991: Shulamit Ran, Symphony
- 1992: Wayne Peterson, The Face of the Night, The Heart of the Dark
- 1993: Christopher Rouse, Trombone Concerto
- 1994: Gunther Schuller, Of Reminiscences and Reflections
- 1995: Morton Gould, Stringmusic
- 1996: George Walker, Lilacs for voice and orchestra
- 1997: Wynton Marsalis, Blood on the Fields
- 1998: Aaron Jay Kernis, String Quartet No. 2 (musica instrumentalis)
- 1999: Melinda Wagner, Concerto for Flute, Strings and Percussion

### 2000–2009
- 2000: Lewis Spratlan, Life is a Dream, Opera in Three Acts: Act II, Concert Version
- 2001: John Corigliano, Symphony No. 2 for String Orchestra
- 2002: Henry Brant, Ice Field
- 2003: John Adams, On the Transmigration of Souls
- 2004: Paul Moravec, Tempest Fantasy
- 2005: Steven Stucky, Second Concerto for Orchestra
- 2006: Yehudi Wyner, Chiavi in Mano, (Pianokonzert)
- 2007: Ornette Coleman, Sound Grammar
- 2008: David Lang, The Little Match Girl Passion
- 2009: Steve Reich, Double Sextet (Boosey & Hawkes)

### 2010–2019
- 2010: Jennifer Higdon, Violin Concerto
- 2011: Zhou Long, Madame White Snake
- 2012: Kevin Puts, Silent Night: Opera in Two Acts
- 2013: Caroline Shaw, Partita for 8 Voices
- 2014: John Luther Adams, Become Ocean
- 2015: Julia Wolfe, Anthracite Fields
- 2016: Henry Threadgill, In for a Penny, In for a Pound
- 2017: Du Yun, Angel's Bone
- 2018: Kendrick Lamar, DAMN.
- 2019: Ellen Reid, prism

### 2020–2029
- 2020: Anthony Davis, The Central Park Five
- 2021: Tania León, Stride
- 2022: Raven Chacon, Voiceless Mass
- 2023: Rhiannon Giddens und Michael Abels, Omar
- 2024: Tyshawn Sorey, Adagio (For Wadada Leo Smith)
- 2025: Susie Ibarra, Sky Islands